# Toma Popescu
Toma Popescu (n. 2 ianuarie 1954, Timișoara, România – d. 21 august 2014) a fost un tenor român și un profesor renumit în Europa. Fost solist al Operei din Timișoara, a înființat și condus la Viena Studio Internationale di Bel Canto „Toma Popescu”, care din 1990 a acordat câtorva cantăreți români burse de studii. Nume celebre ale scenelor internaționale au studiat în cadrul acestui studio.